# 瓦尔弗朗贝尔
瓦尔弗朗贝尔（法語：Valframbert，法語發音：[valfʁɑ̃bɛʁ] ⓘ）是法国奥恩省的一个市镇，位于该省南部，省会阿朗松市区以北，属于阿朗松区。

## 地理
瓦尔弗朗贝尔（48°27'50"N, 0°6'29"E）面积13.95 平方千米，位于法国诺曼底大区奧恩省，该省份为法国西北部内陆省份，北起顺时针与卡爾瓦多斯省、厄尔省、厄尔-卢瓦省、萨尔特省、马耶讷省和芒什省接壤。
与瓦尔弗朗贝尔接壤的市镇（或旧市镇、城区）包括：阿朗松、瑟里塞、科隆比耶、达米尼、埃库沃、瑟马莱、舍奈。

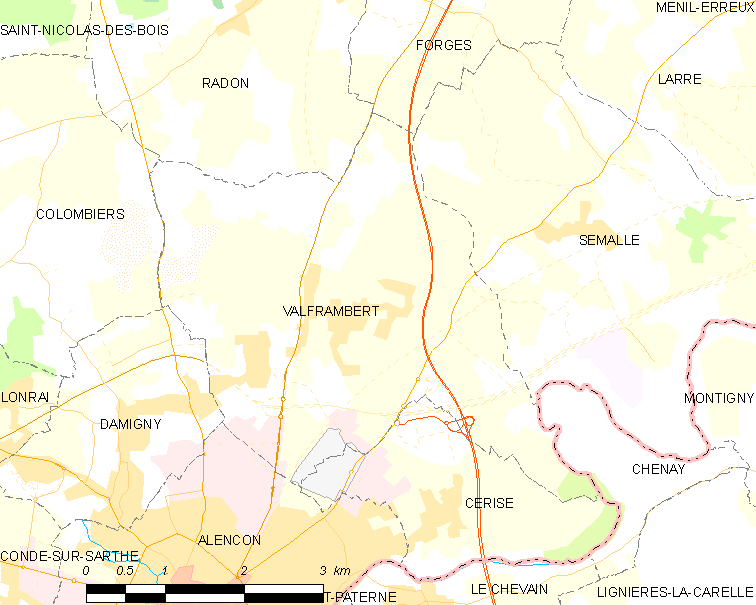
瓦尔弗朗贝尔的OSM定位图

瓦尔弗朗贝尔的时区为UTC+01:00、UTC+02:00（夏令时）。

## 行政
瓦尔弗朗贝尔的邮政编码为61250，INSEE市镇编码为61497。

## 政治
瓦尔弗朗贝尔所属的省级选区为达米尼县。

## 人口

1962-2008年间瓦尔弗朗贝尔人口变化图示

瓦尔弗朗贝尔于2022年1月1日时的人口数量为1699人。